# Шигонь
Шигонь — село, центр сельской администрации в Старошайговском районе. Население 281 чел. (2001), в основном русские.

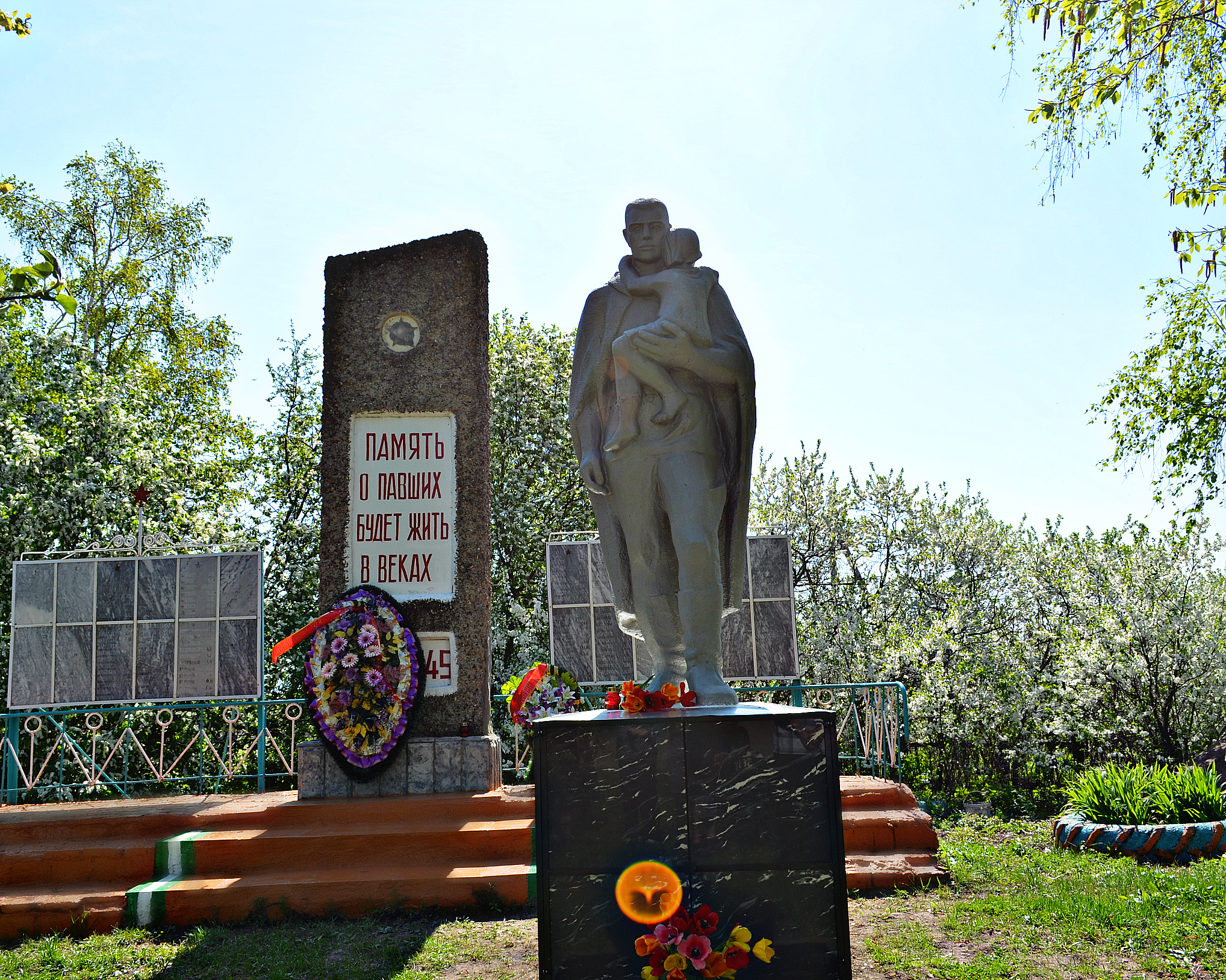
Памятник войнам, погибшим в годы Великой Отечественной войны

Расположено на речке Большая Юра, в 30 км от районного центра и 43 км от железнодорожной станции Саранск. Упоминается в Темниковской десятне Холмогоровых (1635). С 1669 г. — во владении Савво-Сторожевского монастыря. В 1678 г. в Шигони насчитывалось 40 дворов: 2 — церковнослужителей, 38 — крестьян. В 1794 г. была построена деревянная церковь. В «Списке населённых мест Пензенской губернии» (1869) Шигонь (Архангельское) — село казённое из 93 дворов Инсарского уезда; в 1892 г. была построена каменная Михаило-Архангельская церковь. В 1894 г. в селе было 160 дворов (1088 чел.); в 1912 г. — 187 дворов (1215 чел.); земская школа, 2 хлебозапасных магазина, 1 вальцовая и 5 ветряных мельниц, 2 маслобойки и просодранки; крупные владения Габбе и Коновалова. В 1938 г. был образован колхоз «Борьба за социализм», с 1950 г. — им. Чкалова, с 1997 г. — СХПК «Шигоньский», с 2001 г. — ТНВ «Агрофирма “Шигоньская”». В современном селе — основная школа, библиотека, Дом культуры, медпункт, магазин. Шигонь — родина участника парада Победы на Красной площади в г. Москве 24 июня 1945 г. А. Н. Баландина, епископа Саввы, педагога А. С. Суетина. В Шигоньскую сельскую администрацию входит д. Малькеевка (55 чел.).